# Jamajka
Jamajka je stát, který se nachází na stejnojmenném ostrově ve Velkých Antilách v Karibském moři. Jedná se o největší anglicky mluvící ostrov v Karibiku a třetí největší v regionu.

## Historie

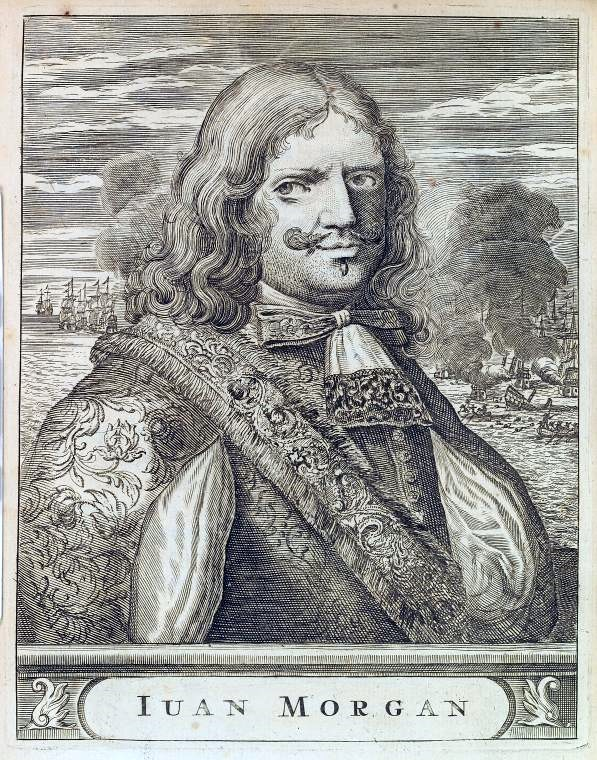
Henry Morgan byl slavný pirát a privatýr - jeden z prvních, kteří přijeli do západní Indie jako smluvní služebníci, jako většina prvních anglických kolonistů.

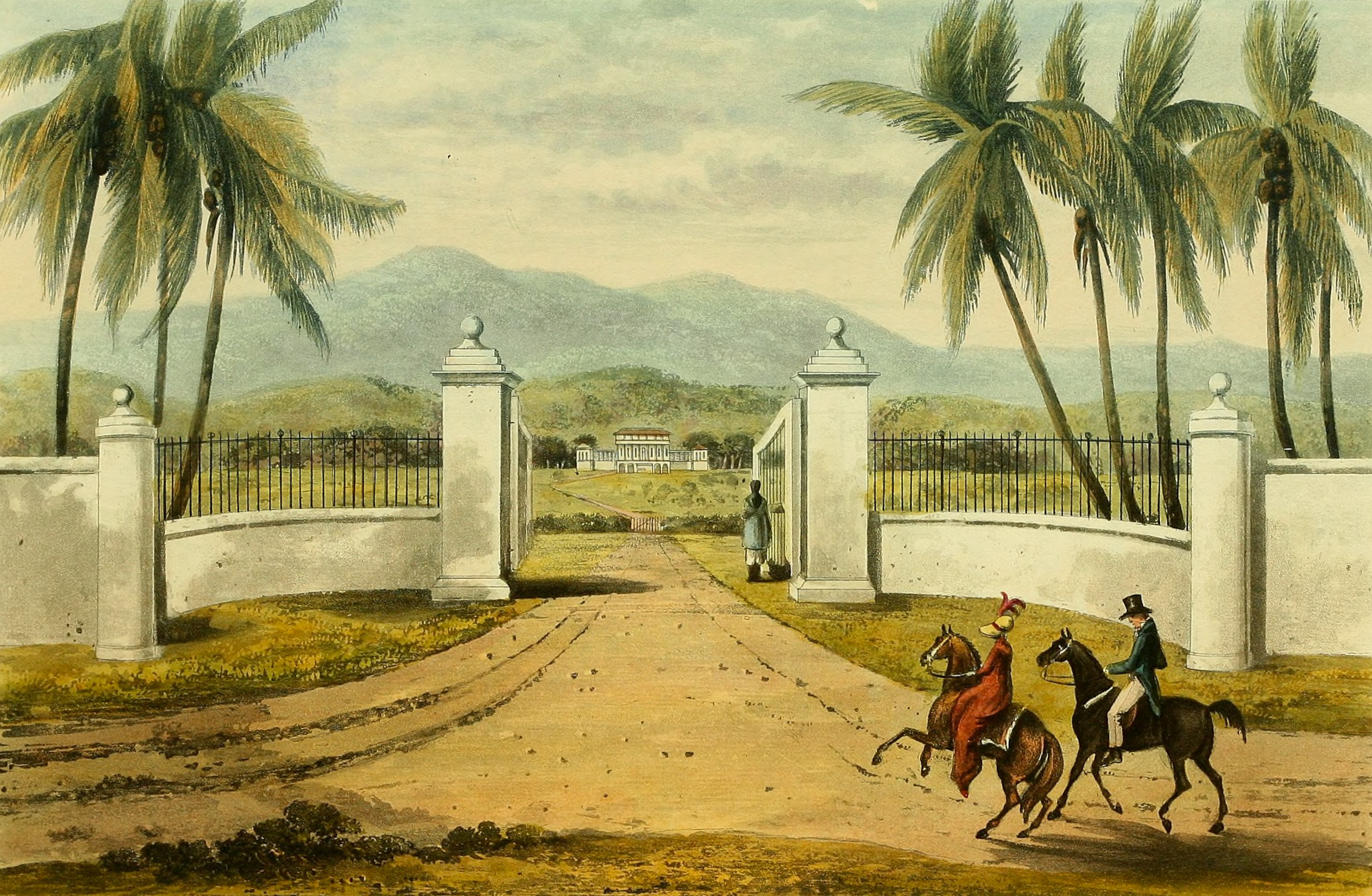
Anglická plantáž na Jamajce kolem roku 1820

Jamajská historie začíná s migrací indiánů z Jižní Ameriky okolo roku 650. Ti pojmenovali zemi „Xaymaca“, což znamená země dřeva a vody. O pár století později se tento ostrovní ráj stal známým jako Jamajka, klenot Karibiku. Arawakové, jak se indiáni jmenovali, byli mírumilovní lidé, a na Jamajce žili v harmonii až do příchodu Španělů v roce 1494, který se jim stal osudným. V muzeích po nich zbylo jen nepatrné množství artefaktů.
Pro evropskou civilizaci Jamajku objevil roku 1494 Kryštof Kolumbus. Od roku 1509 byla kolonizována Španělskem a pod španělskou nadvládou byla až do roku 1655, kdy se stala anglickou kolonií. Následně se výrazně podílela na importu otroků a produkci třtinového cukru a výrobě rumu. V letech 1655 až 1962 byla korunní kolonií Velké Británie (1674 až 1688 byl guvernérem proslulý korzár Henry Morgan, tehdy již povýšený do šlechtického stavu). Tři století mezi vyloděním Evropanů a nynějším dnem nezávislosti byl ostrov neovládnutelný, koloniální vlády byly neustále napadány. Nejdříve piráty lačnícími po zlatě, poté skupinkami osvobozujícími africké válečníky, ale také zbídačenými lidmi, kteří hlasitě (někdy i násilně) demonstrovali svou nespokojenost.
Od roku 1958 tvořil ostrov součást Západoindické federace, z ní Jamajka v roce 1961 vystoupila, čímž federace fakticky zanikla. Roku 1962 vyhlásila svou nezávislost v rámci Commonwealthu. Nezávislým státem se Jamajka stala 6. srpna 1962. Úderem dvanácté hodiny byla britská státní vlajka spuštěna dolů a s velikým očekáváním a úlevou vytáhlo jamajské obyvatelstvo na stožár své vlastní barvy – černou, zelenou a zlatou. V čele státu král zastupovaný generálním guvernérem.
Když byl slavný anglický pirát Henry Morgan za plenění španělských kolonií povýšen do šlechtického stavu a jmenován guvernérem Jamajky, bylo jeho jméno zvěčněno v názvu rumu Captain Morgan, který se začal vyrábět na Jamajce v roce 1944, v současnosti však byla výroba výsledného produktu přestěhována na Portoriko.

## Státní symboly

### Vlajka
Jamajská vlajka je tvořena ondřejským křížem, rozdělující vlajkový list o poměru stran 1:2 na čtyři pole – černé v žerďové a vlající části, zelené v horní a dolní části.

### Hymna
Jamajská hymna je skladba Jamaica, land we love (česky Jamajka, země, kterou milujeme). Slova napsal Hugh Sherlock a hudbu složil Robert Lightbourne.

## Geografie

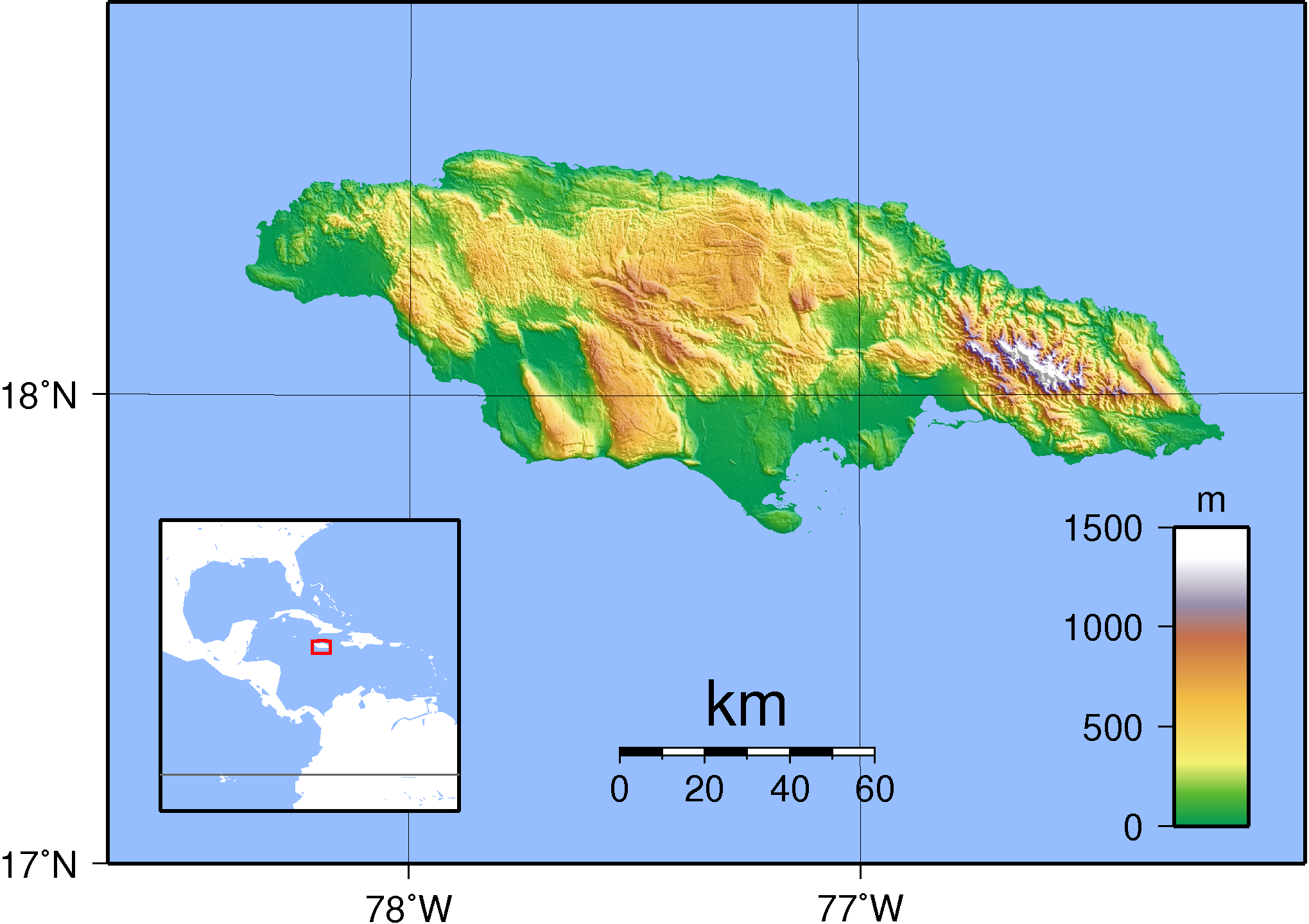
Topografická mapa Jamajky

Jeho pobřeží je lemované korálovými útesy, pobřeží je skalnaté. Vnitrozemí je pak hornaté s vápencovými krasovými plošinami. Podnebí je zde vlhké tropické s občasnými hurikány. Rostou tu zelené tropické lesy a savany s velkým množstvím kaktusů. Jedná se o hospodářsky relativně vyspělý stát s nízkou negramotností a bohatým cestovním ruchem.
Průměrné roční srážky zde dosahují 198 cm na metr čtvereční. V hornatých oblastech dokonce okolo 762 cm ročně. Naopak oblasti na západě mají pouze 76,2 cm srážek. Průměrná teplota na Jamajce je 27 stupňů Celsia. Nejteplejší měsíce jsou v létě a to od května do září. Zimní období (prosinec až březen) je znatelně chladnější. Například na Blue Mountain Peak (Modrá hora) dosahuje teplota maximálně ke 13 stupňům Celsia.
Jedním z významných znaků je velká škála nadmořských výšek – od 150 m až k nejvyššímu bodu ostrova 2256 m. Většina povrchu ostrova má vápencové složení, Blue Montains je komplex geologicky odrážející rozmanitou historii, zahrnující sopečnou činnost i metamorfní aktivity. Zdejší park má tři různá horská pásma. Kromě hor doplňují krajinu také údolí a roviny. Pět hlavních nížin - Vere, St Jago, George´s, Liguanea a Pedro - jsou stěžejními místy pro jejich především zemědělsky zaměřenou ekonomiku.
Přírodních řek a pramenů najdeme na Jamajce hojně. Přes 120 řek protéká zemí od hor k pobřeží. Řeky na severu bývají kratší a rychlejší než řeky na jihu. Rychle tekoucí řeky – Black River, Rio Cobre, Milk River, Rio Grande a Martha Brae – se využívají k produkci elektřiny a k transportu, nebo k zavlažování polí. Je zde několik minerálních pramenů, které jsou známé svými léčebnými účinky. U některých vznikla lázeňská střediska, jako Milk River Bath, Bath Fountain, Spa a Grand Lido Sans Souci, Rockfort Mineral Bath. Ostatní zůstávají málo známými místy pouze pro komunitu ostrova.

### Flóra a fauna
Příroda na Jamajce je ovlivněna tropickým podnebím. Nachází se zde bílé pláže s korály, hory, tropické lesy a vápencové krasové plošiny. Lesy jsou plné cenných dřevin, různobarevně kvetoucích rostlin a kaktusů. Na ostrově je také velké množství endemických druhů rostlin a živočichů, což jsou organizmy, vyskytující se pouze na jednom místě na světě. Jamajka nabízí mnoho jedinečných druhů živočichů. Taktéž i několik ohrožených druhů např. krokodýly nebo rozmanité druhy netopýrů. Najdeme zde např. endemický druh hlodavce Geocapromys brownii (hutia prasečí).
Mezi nejrozšířenější savce patří kozy, které najdeme takřka všude. Na ostrově žije kolem 250 druhů nejrůznějších druhů ptáků. Jamajka je rájem pro pozorovatele nejrůznějších druhů tropických ptáků. Nejlepšími oblastmi jsou Blue Mountains, Cockpit Mountains, Black River nebo Great Morass. Mezi křovinami najdeme hady, ještěrky a další tropické živočichy. Místní hmyz je velmi různorodý. Nejznámějším hmyzem na Jamajce jsou motýli kvůli svému pestrobarevnému zbarvení. V noci se začnou objevovat hejna světlušek. Nevýhodou Jamajky jsou přemnožení švábi, avšak nepředstavují žádný větší zdravotní problém. Velmi pestrý je také podmořský svět. V korálech u pobřeží narazíme na medúzy, mořské želvy, tuleně, delfíny a pestrobarevné ryby.

### Národní park Blue and John Crow Mountains

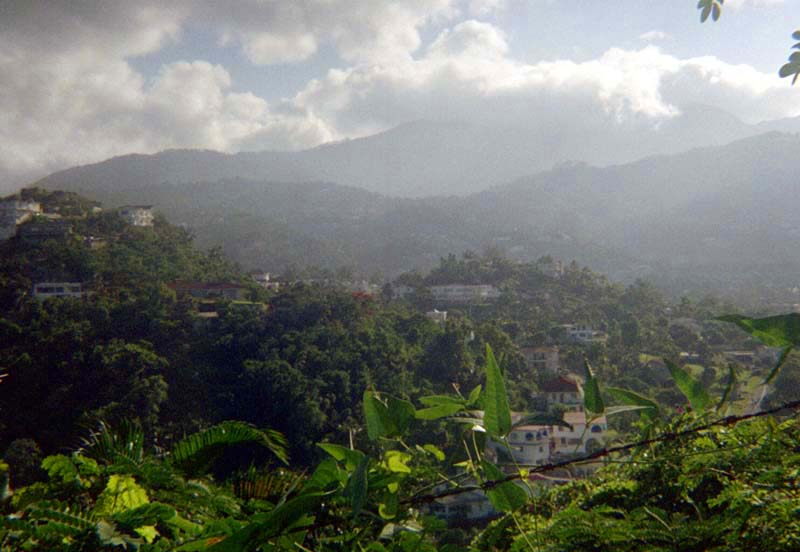
Blue Mountains severně od Kingstonu

Národní park Blue and John Crow Mountains (BJCMNP) je největším národním parkem na ostrově, od roku 2015 je zapsán na seznamu světového dědictví UNESCO. Je situován na východním cípu Jamajky, má rozlohu 486 km² a představuje 4,4 % povrchu Jamajky. Hory v parku dominují celému obzoru východní Jamajky. Nejvyšší bod ostrova – Blue Mountain Peak (2256 metrů) je situován na jihu parku. BJCMNP se rozprostírá ze tří horských masivů – Port Royal Mountains, Blue Mountains, John Crow Mountains. V BJCMNP se nachází jedna z největších a nejsouvislejších ploch listnatých lesů na Jamajce, tento horský deštný les má vysokou biologickou rozmanitost. Základ parku je tvořen uzavřeným listnatým lesem, zbytek parku je les upravený.
Lesy národního parku Blue a John Crow Mountains jsou:
- poslední ze dvou známých lokalit, kde žije motýl otakárek jamajský (Papilio homerus) – největší motýl na západní polokouli,
- důležitou lokalitou pro mnoho jamajských ptáků, včetně všech endemických druhů, jako je ohrožený jamajský černý pták (Neospar nigerrimus) a zimní lokalitou pro mnoho migrujících ptáků,
- útočiště pro jamajskou divokou zvěř včetně jamajského hroznýše (Epicrates subflavus) a jamajského zajíce (Geocapromys brownii),
- domov pro nespočet endemických orchidejí, bromelií, kapradin a dalších rostlin (včetně mnoha, které jsou na seznamu ohrožených rostlin),
- důležitý pro uchování vysoce erodující půdy této oblasti – předcházení eroze půdy a lavinám,
- zásadní pro poskytování vody – park zásobuje přes 40 % jamajské populace vodou,
- součást sociálně-kulturních tradic maroonského kmene a venkovských jamajských komunit.

## Administrativní dělení

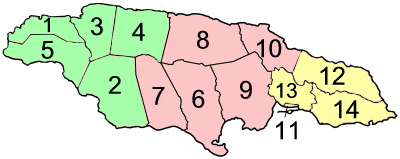
Okrsky Jamajky

Jamajka se dělí na tři kraje, Cornwall, Middlesex a Surrey. Tyto kraje jsou dále rozděleny na okrsky. Kingston je nejmenší ze 14 okrsků a je zároveň hlavním městem.

### Kingston
Jde o nejvýznamnější přístav země, uzavřený „Palisadoes“, což je 13 km dlouhá písečná kosa, vybíhající z pobřeží východně od města. Uprostřed této kosy bylo vybudováno hlavní mezinárodní letiště a na jejím západním konci stálo město Port Royal. Poté, co Port Royal zničilo v roce 1692 zemětřesení, založili Britové Kingston. Ten se stal nejdůležitějším obchodním centrem. V roce 1907 opět zničilo zemětřesení a následný požár mnoho městských budov. Mezi moderními budovami se přesto dochovalo několik architektonických památek, například na východním okraji leží pevnost ze 17. století obehnaná příkopem.

## Obyvatelstvo

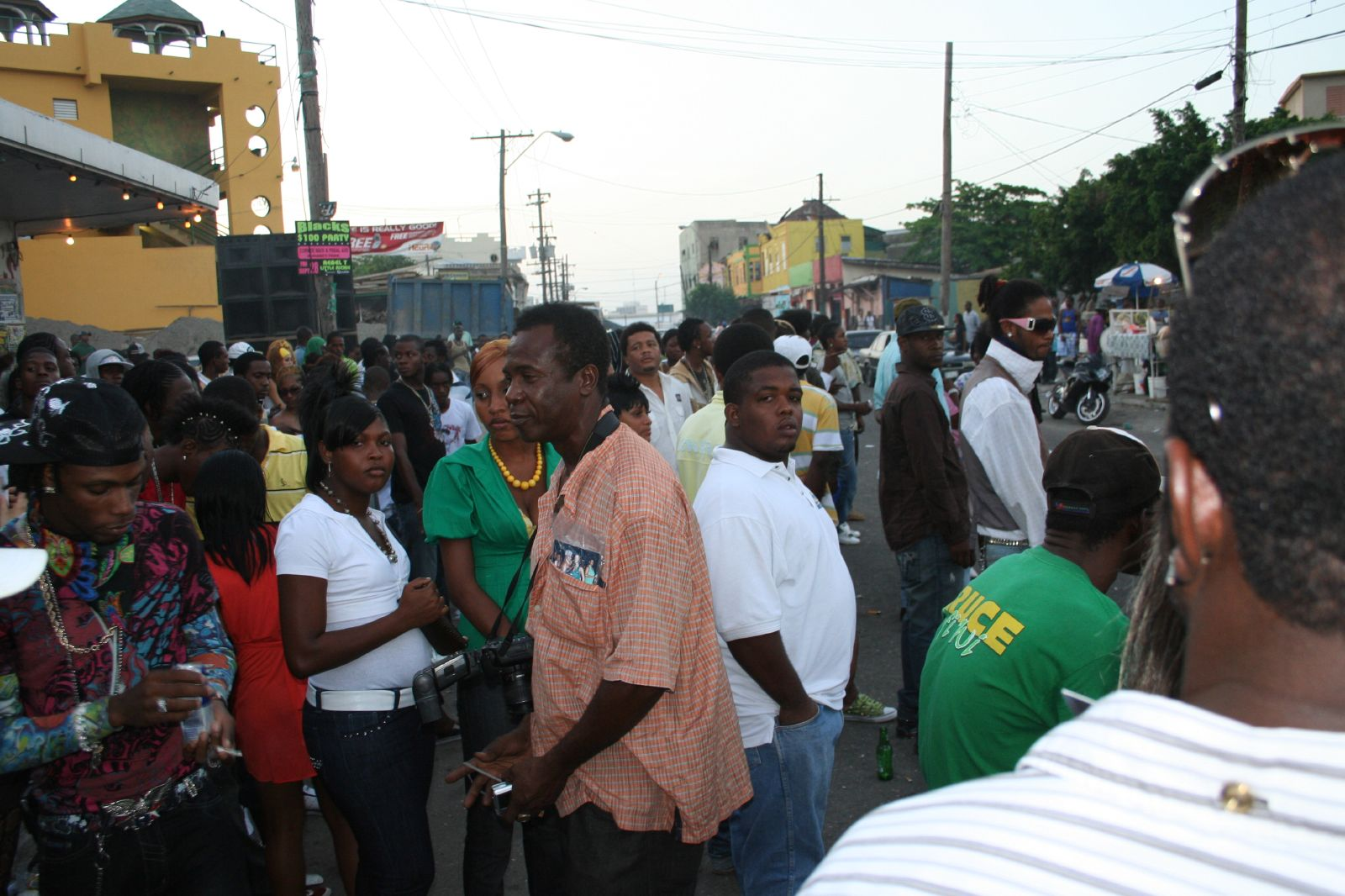
Obyvatelé Kingstonu

Hlavním a největším městem je Kingston na jihovýchodě ostrova (17°59′N 76°48′W).
Na Jamajce žije okolo 2 700 000 obyvatel. Hustota zalidnění je 249 obyvatel na km čtvereční.
Obyvatelé Jamajky jsou převážně černoši a mulati. Na Jamajce existují také malé menšiny Indů, Číňanů, Libanonců a bělochů.
V roce 2001 více než 60 % obyvatel nemělo doma ani kohoutek s pitnou vodou, 23,7 % se muselo dělit o záchod s ostatními rodinami.
V roce 2007 byla nezaměstnanost na Jamajce na 35 %, v některých městských částech dokonce na 57 %.

### Maroonové
Zvláštní komunitu ve vnitrozemí tvoří Maroonové - potomci uprchlých otroků, kteří si v hornatém vnitrozemí ostrova udrželi až do 19. století faktickou nezávislost. Maroonové udrželi svou svrchovanou vládu a tradice včetně jazyka, hudby, tance, řemesel, náboženských rituálů a znalostí léčivých rostlin. Britové, kteří je nemohli porazit, s Maroony podepsali roku 1739 mírovou smlouvu, která uznala nezávislost Maroonů, ale zároveň zakazovala další přijímání uprchlých otroků do maroonských komunit a byla dohodnuta povinnost Maroonů vracet otroky jejich britským pánům.
UNESCO uznalo „dědictví Maroonů ve městě Moore na Jamajce“ jako „Mistrovské dílo ústního a nehmotného dědictví lidstva“ a pracuje s Maroonským koncilem města Moore na uchování tohoto dědictví. Důležité je udržování kulturních prvků v Blue a John Crow Mountains National Park, vzhledem k jednotlivým událostem a živoucím tradicím kmenu Windward Maroon. Britské dokumenty a mapy z 18. století se týkají těchto původních obyvatel, jejich historie a jejich přínosu jamajskému dědictví. Dokládají historii partyzánských válek, které Maroon vedli s britským vojskem v BJCMNP, případně mírovou dohodu z roku 1739, která Maroonům garantovala zem ne tak hluboko v lesích, jako za dob války.
Vliv Maroonů, a zároveň udržování afrických tradic vyústil v silnou afro-jamajskou kulturu, především u skrytých, venkovských komunit v horách v okolí Národního Parku. To se odráží na živoucích tradicích místních komunit, v jejich náboženských a duchovních vírách, tanci, hudbě, pokrmu, příbězích, hospodářství i jiných zvycích.

## Ekonomika
Jamajská ekonomika je významně závislá na službách, které tvoří 70 % HDP státu. Jamajka má přírodní zdroje, zejména bauxit, a také ideální klima příznivé pro zemědělství a cestovní ruch. Objev bauxitu ve 40. letech 20. století a následné založení průmyslu bauxitu a oxidu hlinitého odvrátilo jamajskou ekonomiku od cukru a banánů. V 70. letech se díky rostoucím zahraničním investicím stala Jamajka světovým leadrem ve vývozu těchto surovin.

## Kultura

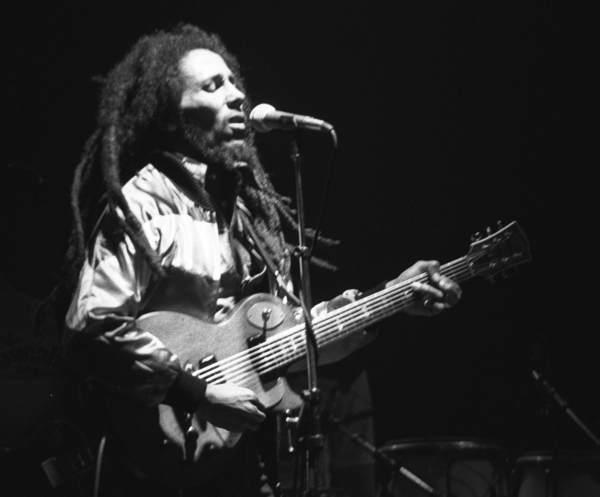
Bob Marley

Jamajka je domovem hudebních stylů reggae a ska,
v oblasti reggae je nejvýraznější postavou Bob Marley (často označovaný za učitele proroka - nejen Jamajčany) se svojí kapelou The Wailers, ze ska pak např. skupina Skatalites.
Absolutně nejrozšířenějším náboženstvím na Jamajce je křesťanství, ale nejznámější náboženství spojované s Jamajkou je rastafariánství. To se vyznačuje např. vegetariánstvím, odporem k „pohanské“ medicíně, nošením dredů a pletených rasta čepic.
V souvislosti s Jamajkou se také setkáte s jinými barvami, než mají na vlajce, rastafariáni totiž považují za svojí svatou zemi (Zion) kromě Jamajky také Afriku, do „rasta“ barev tedy patří krom černé, zelené a žluté také červená. (zelená, žlutá, červená - vlajka Etiopie)
Na Jamajce roste konopí jako téměř plevelná rostlina, Jamajčané jí tedy používají úplně ke všemu, vaří z ní (z částí obsahujících méně THC - listy,…), dělají z ní lana, odolné oblečení. Kouření marihuany je na Jamajce dekriminalizováno a jedinec u sebe může mít do 56 g sušiny (2 ounces). Jamajčané ji kouří hojně (podobně jako v Tunisku se kouří vodní dýmky a v Turecku pijí kávu, …). Na Jamajce se pro marihuanu uchytilo mnoho výrazů (např. kaya).
V roce 2019 se na Jamajce natáčela bondovka Není čas zemřít s Danielem Craigem v hlavní roli.

## Doprava
Na Jamajce jsou dvě mezinárodní letiště: Sangster International Airport v Montego Bay a Norman Manley International Airport v Kingstonu. Letiště Sangster International je primárním bodem vstupu pro většinu turistů. Jamajka je od České republiky vzdálena 8670 km.

## Bezpečnost

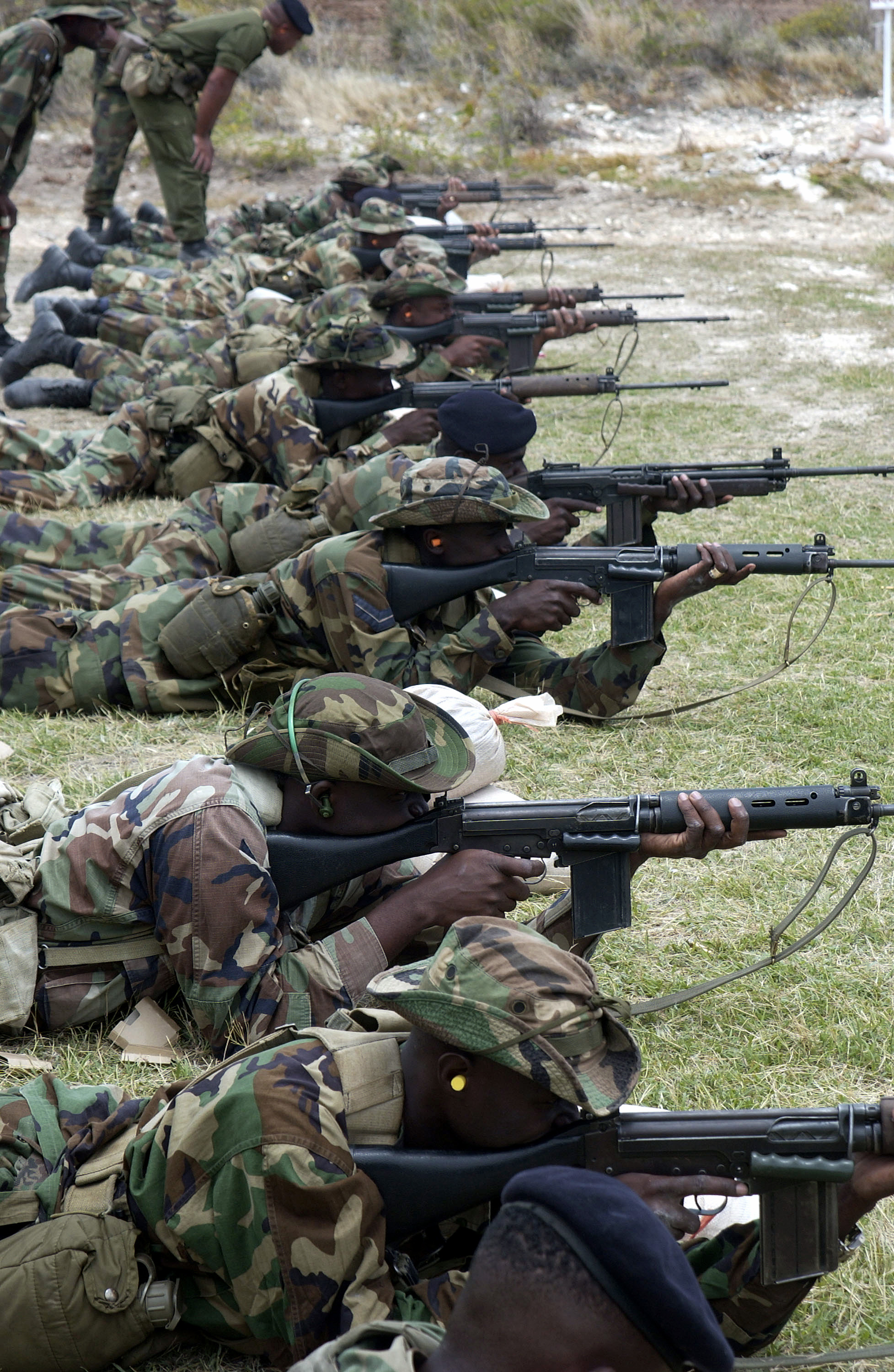
Jamajští vojáci s puškami FN FAL.

### Kriminalita
Jamajka má nejvyšší počet vražd v Americe.
- v roce 2007 bylo asi 1500 lidí obětí kriminální vraždy a 272 bylo zabito policií – což je více než 15 % zabití v tom roce.
- V roce 2006 bylo zavražděno 1355 lidí a 229 bylo zabito policií.
- v roce 2005 to bylo 1674 lidí, z toho 202 zabito policií.
- v roce 1990 bylo 50 % vražd spácháno střelnou zbraní. To narostlo na 61 % v roce 2000 a okolo 75 % v roce 2005.

Hlavními oběťmi vražd byli lidé žijící v extrémně chudých podmínkách v přelidněných centrech měst. Mezi 30 % a 45 % populace Kingstonu žije v těchto komunitách.

### Beztrestnost policejních zabití
Počet vyšetřovaných a vyřešených vražd je extrémně nízký. Míra žalob a odsouzení je také velmi chabá. Podle oficiálních dat bylo během roku 2005 vyšetřováno a uzavřeno 36,5% zaznamenaných vražd. Za drogové vraždy spadla úspěšnost vyšetřování na šokující 0 % a pro vraždy ve spojení s gangem byla objasněnost trestné činnosti 27,2 %. V některých případech vyšetřování provází zničení důkazů zločinu, nedostatek zdrojů (forenzní a balistické expertizy), neprůhlednost, neadekvátní síla při vyšetřování, zpoždění a neúčinnost vyšetřování.

## Náboženství
- Metodistická církev
- Církev Ježíše Krista Nazaretského
- Církev Prvního početí Panny Marie

Islám a židovství se zde také vyskytují, ovšem pouze v malém množství.

### Rastafariánství

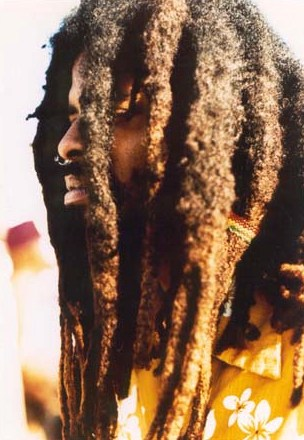
Rastafarián s typickou úpravou vlasů

Ve vesnicích je nápadně přítomen vliv afrického dědictví v sektách. Jejich členové se oblékají do bílých hávů, hlavy mají zabalené do modrých, červených, bílých nebo zelených šál a zpívají a tančí do rytmu bubnů a tamburín. Hudba je skoro hypnotická, nutí boky pohybovat se v pravidelném rytmu.
Minulost bohatá na příběhy a kulturní pestrost vedla k vzestupu náboženských forem, jako je Rastafari a Pocomania, široce vnímaná v tradičních náboženských kruzích jako prostředek rebelie za koloniálních časů a proti současnému stavu. Na nákladných oslavách a hostinách se pokaždé stoly nebo oltáře prohýbají pod ovocem, sladkým chlebem, potravinami a barevnými svíčkami. Často se konají k díkůvzdání nebo k prosbě o požehnání ve formě ochrany, uzdravení nebo dodání síly k množení.
Na celém ostrově jsou komunity rastafariánů. Tito bratři mohou být identifikováni díky dredům na hlavách, jejich volným slavnostním hávům, turbanům, nebo typickým pleteným čepicím. V souvislosti s Jamajkou se také setkáte s jinými barvami, než mají na vlajce. Rastafariáni totiž považují za svojí svatou zemi (Zion) kromě Jamajky také Afriku. Do rasta barev tedy patří krom černé, zelené a žluté také červená (zelená, žlutá, červená – vlajka Etiopie). Tyto barvy jsou vnějším vyjádřením jejich identity, jsou neseny v respektu k matce zemi. Rastové bubnují a zpívají, aby obnovili spojení s Ras Tafari (etiopský vládce Haile Selassie), stále mluví o návratu do vlasti. Rastafariánství se dále vyznačuje například vegetariánstvím, odporem k pohanské medicíně a mírumilovností. Dredy na jejich hlavách symbolizují hřívu Lva z Judeje (další jméno vládce Haile Selassie) a nesmí být nikdy ostříhány.

## Sport

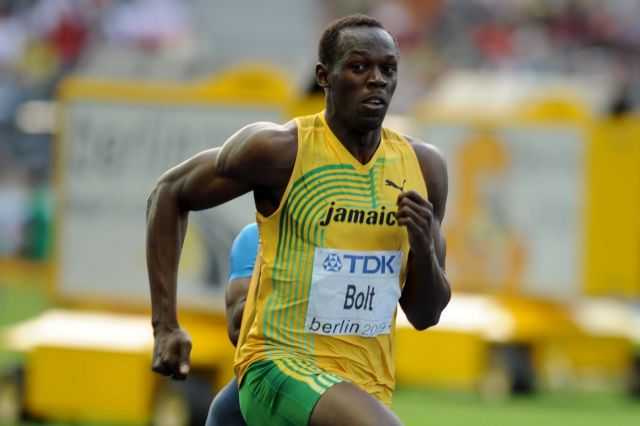
Usain Bolt

Na Jamajce je oblíbená atletika. Nejlepší sprinter Usain Bolt, v současnosti držitel tří světových rekordů v běhu na 100 metrů, běhu na 200 metrů a ve štafetě na 4 x 100 m, pochází z tohoto ostrova. Jamajský bobový tým se účastnil zimních olympijských her v roce 1988, 1992, 2014 a 2018. V roce 1992 se umístil na 14. místě před Spojenými státy a Francií. Jejich příběh se stal námětem pro komediální film Kokosy na sněhu.